# آلنا نازدرووا
آلنا نازدرووا (بلاروسی: Алена Пятроўна Наздрова؛ زادهٔ ۱۰ نوامبر ۱۹۹۸) قایقران کانو زن اهل بلاروس است.
وی در مسابقات کشوری و بین‌المللی در مجموع برندهٔ ۶ مدال طلا، ۴ مدال نقره، ۶ مدال برنز شده‌است.